# Claes Danckwardt-Lillieström
Claes Danckwardt-Lillieström, född 1613 i Örebro, död den 6 januari 1681, var en svensk militär och ämbetsman, far till Jakob Danckwardt-Lillieström.

## Biografi
Fadern var en till Sverige inflyttad gevärsfaktor bosatt i Örebro. Danckwart började sin militära bana 1629 som menig. År 1647 hade han avancerat till överste för ett av honom själv värvat regemente och adlades samma år samt utsågs till kommendant i Neustadt in Mähren. Han deltog i trettioåriga kriget och i Karl X Gustafs krig. Han utnämndes 1658 till generalmajor och 1667 till generallöjtnant. 
År 1666 blev han landshövding i Kalmar län men avgick samma år och blev från 1666 till 1669 vice guvernör över Skånska generalguvernementet samt blev 1669 landshövding i Malmöhus län (men tillträdde aldrig). Han var även krigsråd i krigskollegium.

## Bilder

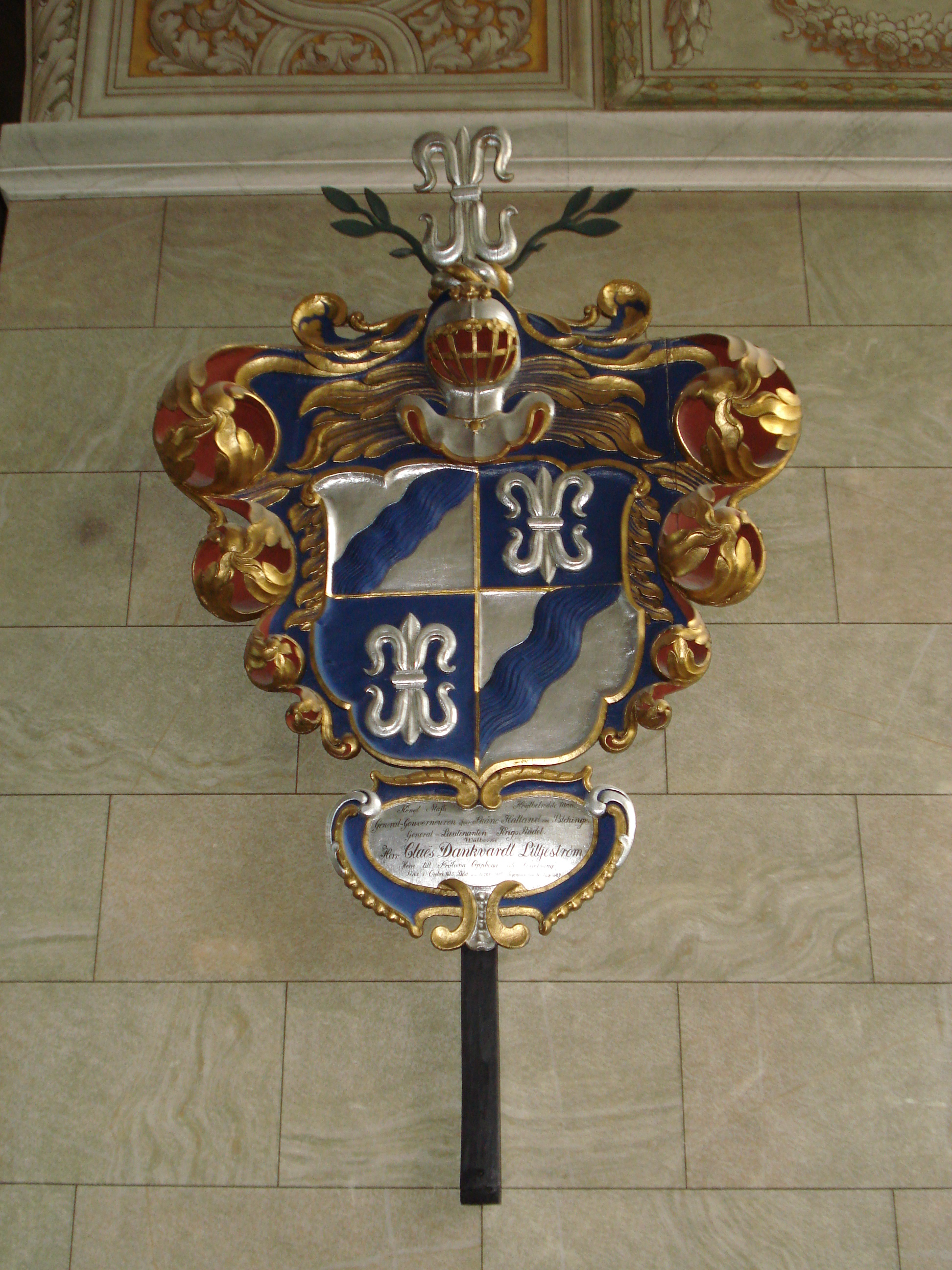
Claes Danckwardt-Lillieströms begravningsvapen i Götlunda kyrka. Från hans begravning 1781.